# Gul borstskål
Gul borstskål (Cheilymenia vitellina) är en svampart som först beskrevs av Christiaan Hendrik Persoon, och fick sitt nu gällande namn av Dennis 1960. Gul borstskål ingår i släktet Cheilymenia och familjen Pyronemataceae.  Arten är reproducerande i Sverige. Inga underarter finns listade i Catalogue of Life.